# Jobinia lindbergii
Jobinia lindbergii là một loài thực vật có hoa trong họ La bố ma. Loài này được E. Fourn. mô tả khoa học đầu tiên năm 1885.